# Varanen
Varanen är en del av sjön Vuosjärvi i Finland.   Den ligger i landskapet Mellersta Finland, i den centrala delen av landet, 300 km norr om huvudstaden Helsingfors. Varanen ligger 128 meter över havet.